# Joël Pinas
Joël Pinas is een Surinaams musicus. Hij is zanger en songwriter in de stijlen gospelmuziek, rhythm-and-blues en popmuziek. Hij is daarnaast producer en arrangeur vanuit zijn eigen studio.

## Biografie
Hij werd bekend als gospelzanger en besloot op een gegeven moment ook andere onderwerpen te kiezen indien ze positief bijdragen.
Hij heeft een eigen productiestudio aan huis, waarin hij ook voor andere artiesten werkt, zoals in 2012 voor Asgar Koster. Hij arrangeert sinds SuriPop XIX (2016) inzendingen voor dit festival. In dat jaar deed hij dat voor het rhythm-and-blues-nummer Mi sa tan lobi yu dat geschreven was door Humphrey Koulen en werd gezongen door Fanuel Herbert. Voor SuriPop XX arrangeerde hij Enough van Samantha Pater, gezongen door Timonia Godlieb, evenals So kele kele van Eros Banket, met zang van Zipporra Windzak.
Tijdens de coronacrisis in Suriname bezong hij zijn bezorgdheid in Gado kibri Sranan (God bescherm Suriname). Begin 2021 bracht hij de rhythm-and-blues-lovesong Yu lobi uit.